# Georges Pompidou

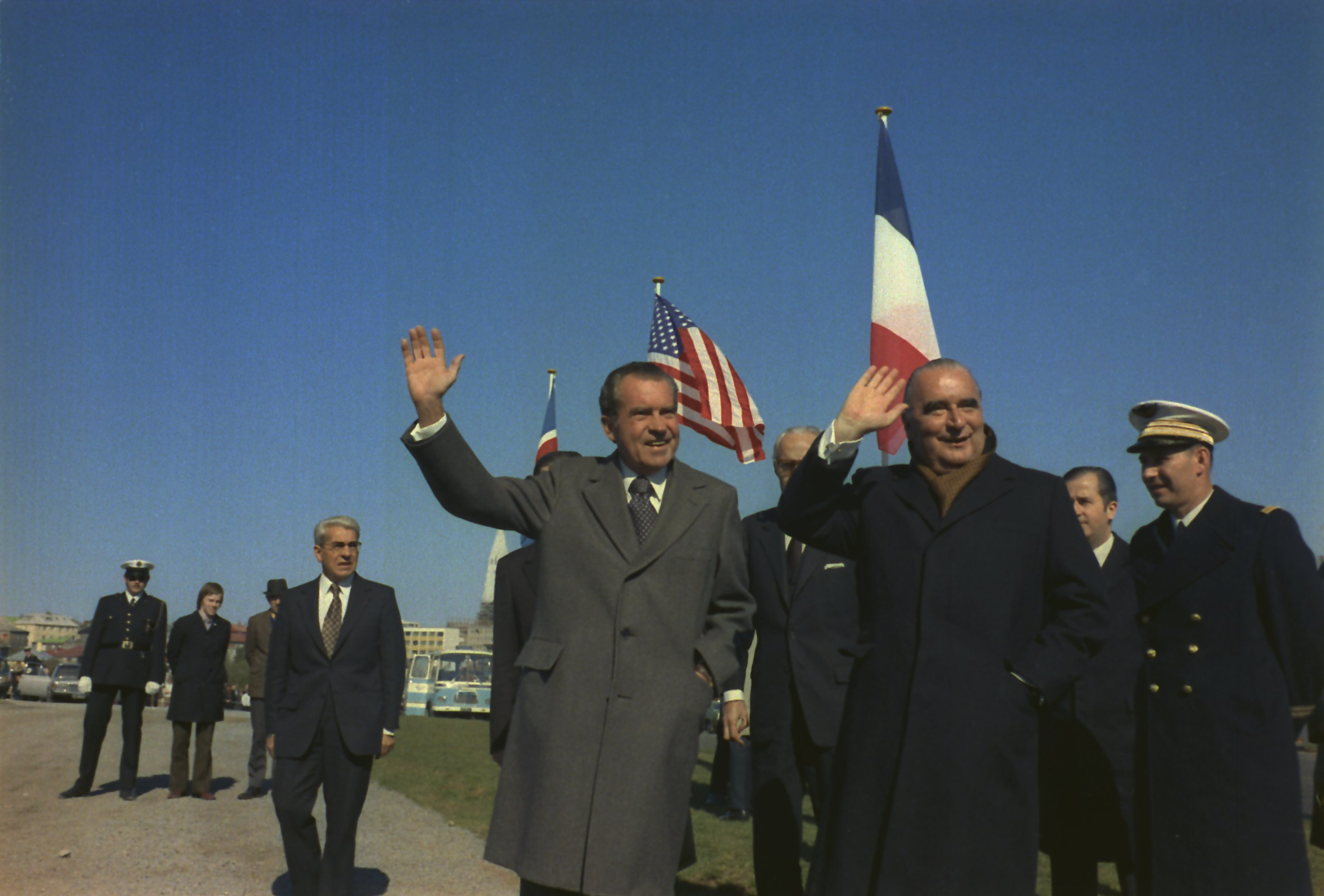
Pompidou met Richard Nixon in 1973

Georges Jean Raymond Pompidou (uitspraakⓘ; Montboudif, 5 juli 1911 – Parijs, 2 april 1974) was een Frans politicus. Hij bracht het tot premier (1962-1968) en later president van Frankrijk (1969-1974).

## Biografie
Pompidou was de zoon van een onderwijzersechtpaar. Na zijn opleiding aan het Lyceum volgde hij de École normale supérieure in Parijs (1931). Na zijn studie letterkunde en het behalen van een onderwijsbevoegdheid werd hij leraar, eerst in Marseille, later in Parijs aan het Lycée Henri-IV.
Hij heeft een bloemlezing uit de Franse poëzie samengesteld.

## Politieke carrière
Na de Tweede Wereldoorlog werd hij lid van de Raad van State en vervolgens, van 1946 tot 1949, directeur van het Commissariaat voor Toerisme. Van 1954 tot 1958 werkte hij bij de Rothschildbank. Toen generaal Charles de Gaulle in 1958 in Frankrijk aan de macht kwam, werd hij tot directeur van diens kabinet benoemd.
Op 16 april 1962 werd Pompidou door De Gaulle aangesteld als minister-president. Tijdens de Parijse studentenrevolte in mei 1968 was Pompidou in tegenstelling tot president de Gaulle een voorstander van een gematigde aanpak. De Gaulle wilde een referendum uitschrijven om de steun van het Franse volk te vragen. De premier raadde hem dit af en stelde voor, om in plaats daarvan het parlement te ontbinden en parlementsverkiezingen uit te schrijven. "Als het referendum wordt verloren, is het regime verloren. Als de verkiezingen worden verloren, ben ik verloren", zou hij hebben gezegd. Waarop De Gaulle hem zou hebben gevraagd: "En als u die verkiezingen wint?"
Pompidou won de parlementsverkiezingen en president de Gaulle verving hem op 13 juli 1968 door de minister van Buitenlandse Zaken Maurice Couve de Murville. Een jaar later in 1969 hield De Gaulle alsnog een referendum. Hij verloor dit referendum en trad af als president.

## President
Op 15 juni 1969 won Pompidou de Franse presidentsverkiezingen van zijn tegenstander, interim-president Alain Poher, met ruim 58% van de stemmen. Hij zette in grote lijnen het conservatieve anti-Amerikaanse beleid van de Gaulle voort. Wel liet hij het Franse "non" tegen een Brits lidmaatschap van de Europese Economische Gemeenschap vallen toen hij in 1971 met premier Edward Heath tot overeenstemming kwam. Premiers onder Pompidou waren Jacques Chaban-Delmas en Pierre Messmer.
Tijdens zijn zevenjarige termijn als president werd bij Pompidou de ziekte van Waldenström, een zeldzame vorm van beenmergkanker, geconstateerd. Zijn ziekte werd nooit officieel bekendgemaakt; de officiële berichten spraken steeds van griep. In de lente van 1974 overleed hij op 62-jarige leeftijd. Hij werd na de presidentsverkiezingen van 1974 opgevolgd door de centrumrechtse Valéry Giscard d'Estaing.
Pompidou heeft toen hij president was de opdracht gegeven om in Parijs een centrum voor moderne kunst te laten bouwen. Dat is het in architectonisch opzicht interessante Centre Pompidou geworden.
- Bibsys: 90896726
- Biblioteca Nacional de España: XX1074074
- Bibliothèque nationale de France: cb11920221s (data)
- CiNii: DA01431915
- Gemeinsame Normdatei: 118792792
- International Standard Name Identifier: 0000 0001 2137 9900
- Library of Congress Control Number: n50021418
- Nationale Bibliotheek van Letland: 000039120
- Base Léonore: C/0/25
- National Archives and Records Administration: 10582031
- Nationale Bibliotheek van Tsjechië: uk2011651214
- Nationale bibliotheek van Australië: 36513351
- Nationale Bibliotheek van Israël: 987007266498005171
- Nationale Bibliotheek van Polen: a0000001221383
- Nationale en Universitaire bibliotheek Zagreb: 000195489
- Nederlandse Thesaurus van Auteursnamen: 069036675
- RKD-Nederlands Instituut voor Kunstgeschiedenis: 488260
- Istituto Centrale per il Catalogo Unico: SBLV126988
- LIBRIS: 213845
- SNAC: w6h70rm2
- Système universitaire de documentation: 027337057
- Trove: 1265310
- Virtual International Authority File: 68934507
- WorldCat: E39PBJr7Ypkd4dwv7XgqQVRMyd

Lodewijk Napoleon Bonaparte · Louis Jules Trochu · Adolphe Thiers · Patrice de Mac Mahon · Jules Grévy · Marie François Sadi Carnot · Jean Casimir-Perier · Félix Faure · Émile Loubet · Armand Fallières · Raymond Poincaré · Paul Deschanel · Alexandre Millerand · Gaston Doumergue · Paul Doumer · Albert Lebrun · Vincent Auriol · René Coty · Charles de Gaulle · Georges Pompidou · Valéry Giscard d'Estaing · François Mitterrand · Jacques Chirac · Nicolas Sarkozy · François Hollande · Emmanuel Macron